# Jupiaba atypindi
Jupiaba atypindi és una espècie de peix de la família dels caràcids i de l'ordre dels caraciformes.

## Hàbitat
Viu en zones de clima tropical.

## Distribució geogràfica
Es troba a Sud-amèrica:  riu Negro i alguns dels seus afluents (entre d'altres, l'Uraricoera, el Surumu i el Cuminá).